# Aisopos
Aisopos[uttal saknas] (gammalgrekiska Αἴσωπος – Aísōpos, lat. Aesopus), född 620 f.Kr., död 560 f.Kr. i Delfi , var en grekisk fabeldiktare, enligt legenden ursprungligen en frygisk slav på Samos som  lyckades tjäna sitt frigivande genom sin kvickhet, för att senare bli dödad på grund av sin spydighet. Inga fasta belägg finns dock för att han existerade, eller för att fablerna som tillskrivs honom faktiskt skrevs av Aisopos.
Hans fabler innefattar djur, men även träd, växter, naturkrafter och människor, vilka framför moraliserande livsvisdomar i ord eller handling.

## Eftermäle
Asteroiden 12608 Aesop är uppkallad efter honom.